# Cutry (Meurthe-et-Moselle)
Cutry település Franciaországban, Meurthe-et-Moselle megyében. Lakosainak száma 1042 fő (2022. január 1.). Cutry Chenières, Cons-la-Grandville, Lexy, Réhon és Ugny községekkel határos.

## Népesség
A település népességének változása:
| Lakosok száma | 872  | 1048 | 887  | 918  | 1016 | 1023 | 1033 | 1042 | 1051 | 1042 |
|               | 1968 | 1982 | 1990 | 2006 | 2013 | 2015 | 2017 | 2019 | 2020 | 2022 |